# Иняки Астис
Иняки Астис (на испански: Iñaki Astiz) е испански футболист, защитник.

## Кариера
Юноша е на Осасуна, където играе за втория отбор от 2002 г. до 2007 г. Треньор там му е поляка Ян Урбан, който е запознат с качествата на Астис и през 2007 г. го взима под наем в Легия Варшава, с което Иняки Астис става първият испанец играл в полската Екстракласа. През юни 2008 г. подписва 5-годишен договор с Легия, а Осасуна има право да го откупи през първите два сезона. На 21 юни 2015 г. преминава в кипърския шампион АПОЕЛ с договор за 2 години. Прави своя дебют на 14 юли 2015 г. срещу Вардар Скопие в квалификация за шампионската лига.

## Отличия

### Легия Варшава
- Екстракласа (2): 2012/13, 2013/14
- Носител на Купата на Полша (4): 2008, 2012, 2013, 2014

### АПОЕЛ
- Кипърска първа дивизия (2): 2015/16, 2016/17